# آلت تناسلی ناپلئون
ظاهراً اندکی پس از مرگ ناپلئون در سال ۱۸۲۱، آلت تناسلی ناپلئون در یک کالبدشکافی قطع شد. از آن زمان به بعد در تملک چندین نفر بوده است؛ من‌جمله آبراهام سیمون ولف روزنباخ، که در سال ۱۹۲۷ آن را در شهر نیویورک به نمایش گذاشته بود. جان کی لاتیمر در سال ۱۹۷۷ آن را خریداری کرد و تا به امروز در خانواده او نگه‌داری می‌شود؛ که آن را به عنوان یک کالای خصوصی نگه‌داری می‌کنند. این عضو به شکل «تکه‌چرم یا مارماهی چروکیده» توصیف شده است. 

## نگارخانه

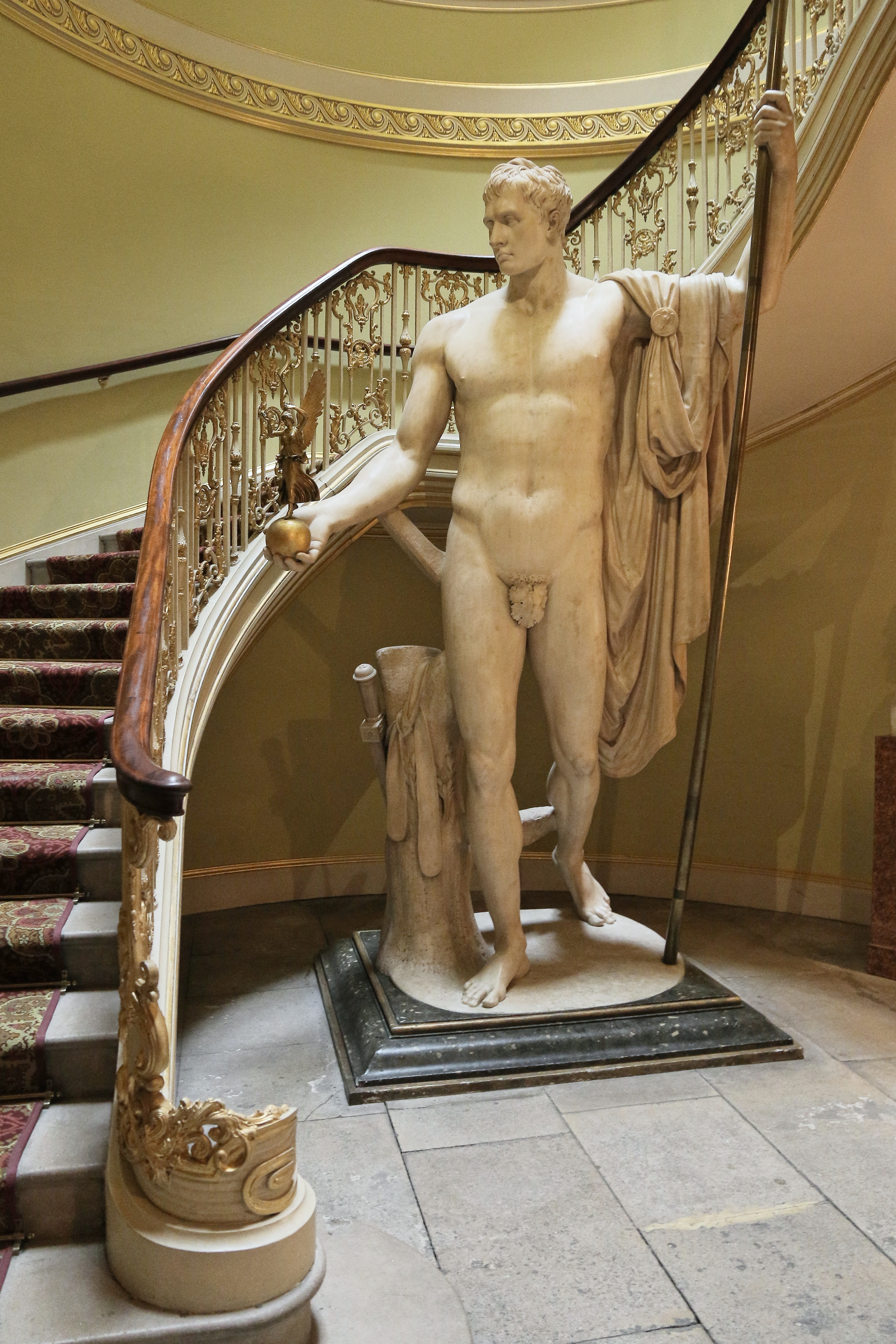
ناپلئون در نقش «مارس صلح‌ساز» اثر آنتونیو کانووا
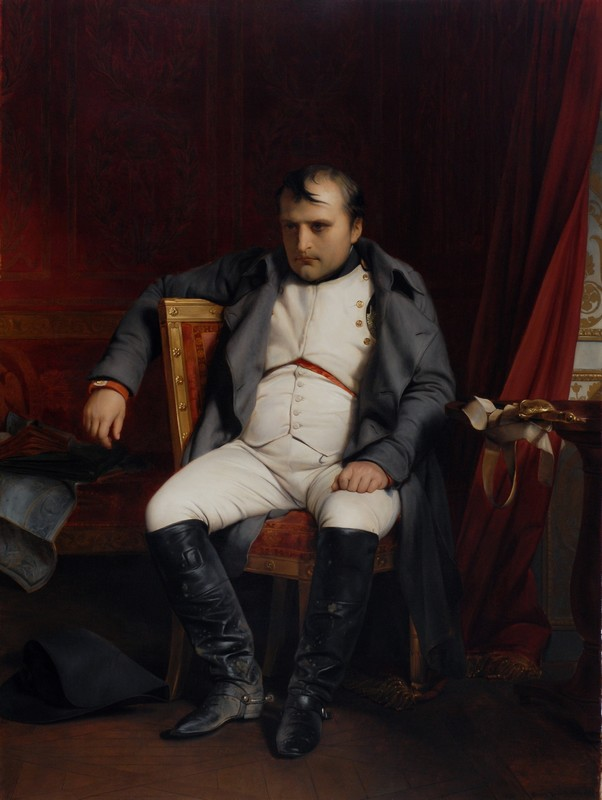
ناپلئون پس از کناره‌گیری از سلطنت در فونتنبلو، ۴ آوریل ۱۸۱۴ (۱۵ فروردین ۱۱۹۳)، توسط پل دلاروش